# Circulación bronquial
La circulación bronquial es la parte del sistema circulatorio que suministra nutrientes y oxígeno a las células que constituyen los pulmones, además de transportar los productos de desecho lejos de ellas. Es complementario a la circulación pulmonar que lleva sangre desoxigenada a los pulmones y lleva la sangre oxigenada lejos de ellos para oxigenar el resto del cuerpo. 
En la circulación bronquial, la sangre sigue los siguientes pasos: 
1. Arterias bronquiales que llevan sangre oxigenada a los pulmones.
2. Capilares pulmonares, donde hay intercambio de agua, oxígeno, dióxido de carbono y muchos otros nutrientes y desechos de sustancias químicas entre la sangre y los tejidos.
3. Venas, donde solo una minoría de la sangre pasa por las venas bronquiales, y la mayoría por venas pulmonares.[1]

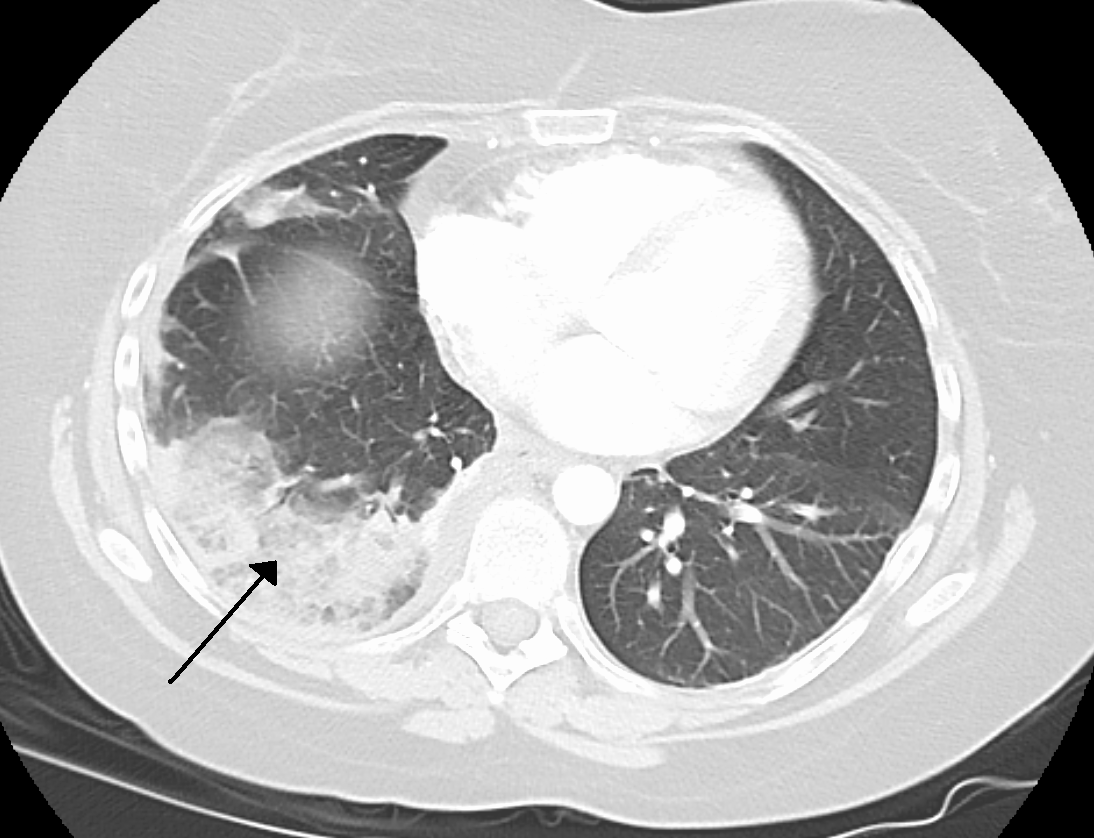
Infarto de pulmón debido a una embolia pulmonar

La sangre llega desde la circulación pulmonar hacia los pulmones para el intercambio gaseoso para oxigenar el resto de los tejidos del cuerpo. Pero la circulación bronquial suministra sangre arterial completamente oxigenada a los tejidos pulmonares. Esta sangre suministra los bronquios y la pleura para satisfacer sus necesidades nutricionales. 
Debido al doble suministro de sangre a los pulmones desde la circulación bronquial y pulmonar, este tejido es más resistente al infarto. Una oclusión de la circulación bronquial no causa infarto, pero aún puede ocurrir en la embolia pulmonar cuando la circulación pulmonar está bloqueada y la circulación bronquial no puede compensarla por completo.